# Geodetsko mjerenje
Geodetsko mjerenje ima za cilj utvrđivanje mjernih i opisnih podataka, radi određivanja položaja karakterističnih točaka terena (objekta) za grafički, analogni ili digitalni. Prostorni položaj točke određen je na osnovu poznavanja triju koordinata. Položaj geodetske točke u ravnini dan je dvjema koordinatama, treća koordinata je nadmorska visina koja se odnosi na referentnu nivo plohu mora. Da bi se izveo postupak preslikavanja, potrebno je odrediti kartografsku projekciju. Za hrvatsko područje usvojena je konformna (sačuvani su kutovi), poprečna, cilindrična projekcija – Gauss-Krugerova projekcija.
Početna ploha od koje se uzimaju nadmorske visine (apsolutne visine, kote) točaka je nivo ploha mora (nivo ploha mora je ploha geoida, smjer djelovanja sile teže u svim točkama je okomit na tu plohu). Srednji vodostaj mora određuje se instrumentima – mareografima. Mareografi se nalaze u gradovima: Rovinj, Bakar, Split i Dubrovnik. Za određivanje srednje razine mora potrebno je kontinuirano mjerenje plime i oseke u razdoblju od 18,6 godina. 
Geodetskom izmjerom zemljišta utvrđuju se mjerni i opisni podaci o zemljištu, radi korištenja tih podataka za izradu karata i planova za potrebe prostornog planiranja i uređenja, za korištenje građevinskog zemljišta, za izradu katastra nekretnina, za opću prostornu dokumentaciju i druge potrebe.

## Povijest geodetskih mjerenja
Geodetska mjerenja su se izvodila još u drevnom Egiptu, kada je rijeka Nil poplavila i isprala granice poljoprivrednih gospodarstava, onda su se trebale opet utvrditi svake godine, korištenjem konopaca i jednostavne geometrije. Treba napomenuti i vrlo točnu izmjeru Keopsove piramide, koja je napravljena oko 2700. pr. Kr. Osnovica Keopsove piramide ima najveću grešku od 0,0058 m na kvadrat 230,4 m x 230,4 m ili samo 4 kutne minute. Zna se da su koristili opseg kruga, iako nisu znali za broj π, ali su koristili približnu vrijednost 22/7.
Značajne povijesne činjenice vezane za geodetska mjerenja su:
- staroegipatski katastar zemljišta (oko 3000. pr. Kr.).
- nedavna istraživanja na Stonehengeu (oko 2500. pr. Kr.), pokazuju da se u gradnji koristilo kolčanje i geometrija s konopcima.[2]
- u Mezopotamiji su se koristili (oko 1000. pr. Kr.) prvi geodetski instrumenti[3]
- u drevnom Rimu je postojao posao geodete
- arapski geodeti su koristili razne geodetske instrumente. Za niveliranje su koristili drvenu ploču s viskom, jednakostraničan trokut s viskom i cijevni nivelir. Za točno podešavanje su koristili okretni alhidad. Astro[[]]lab su koristili za mjerenje kutova, triangulaciju za mjerenje širina rijeka i slično.[4]
- u Engleskoj je Vilim I. Osvajač stvorio Domesday Book, u kojoj se može pronaći katastar zemljišta sa svim potrebnim podacima.
- zapadnoeuropski katastar je napravljen 1808. (Napoleon Bonaparte)

## Tehnike geodetskih mjerenja
Osnovne mjerene veličine geodetskih mjerenja jesu linearne veličine i kutovi. Duljina je jedna od osnovnih veličina. Duljine se mogu mjeriti direktno ili indirektno. Danas se duljine mogu mjeriti mehaničkim, optičkim i elektroničkim putem. U geodetskim mjerenjima mjere se vodoravni i okomiti kutovi. Osnovni instrument za mjerenje kutova je teodolit.
Točna mjerenja nisu moguća. Uzrok tome je nesavršenost izvedbe mjernih instrumenata, djelovanje vanjskih čombenika, nesavršenost ljudskih osjetila i drugo. Mjerenje je proces podložan promjenama, tj. odstupanjima od prave ili istinite vrijednosti.

## Instrumenti za mjerenje kutova
Teodolit je instrument za mjerenje vodoravnih i okomitih kutova. Teodolit služi i za određivanje položaja točaka u pravcu ili ravnini. Prvi položaj teodolita je onaj kada se okomiti krug nalazi s lijeve strane što je njegov osnovni položaj. Teodolite dijelimo na osnovi njihove građe, posebno krugova i uređaja za očitanje na:
- Mehaničke teodolite
- Optičke teodolite
- Elektroničke (digitalne) teodolite
- Žiroteodolit

### Mehanički teodoliti
Mehanički teodoliti su teodoliti starije konstrukcije, koje karakterizira primjena krugova (limbova) od kovine, s običnim povećalom ili jednostavnim mikroskopom. Dalekozor je relativno velike duljine s izoštravanjem slike na osnovi vanjskog izoštravanja. Prvi mehanički teodolit datira od 1730. 

### Optički teodoliti
Optički teodoliti su teodoliti s krugovima od stakla. Uz složeniju građu mikroskopa omogućen je prijenos slike limba na pogodno mjesto za očitanje. Okular mikroskopa za očitanje nalazi se do okulara dalekozora.

### Elektronički teodoliti
Elektronički teodoliti imaju posebnu granu krugova pogodnu za digitalno očitanje primjenom optoelektroničkih sustava. Elektronički sklopovi omogućuju memoriranje očitanja limbova, te uz primjenu memoriranih programa različitu obradbu podataka.

### Žiroteodolit
Žiroteodolit je geodetski mjerni instrument namijenjen, uglavnom, za mjerenja pod zemljom. Koristi se za kontrolu orijentacije točaka geodetske osnove u tunelu. Žiroteodolit se sastoji od teodolita i žiroskopa. Glavni dio žiroskopa je žiromotor koji, obješen u okomitoj osovini teodolita, služi za orijentaciju teodolita u odnosu prema Zemljinom sjeveru. Pouzdanost određivanja smjera je oko ±1". Pri razvijanju poligonskih vlakova u tunelu, preporuka je, da se nakon svake pete točke provjeri orijentacija pravaca uz pomoć žiroteodolita. U tunelu La Manche na svakoj petoj (u početku radova, a poslije čak na svakoj drugoj) provjeravana je orijentacija pravaca žiroteodolitom.

### Instrumenti za mjerenje visinskih razlika
Visinske razlike se određuju uglavnom primjenom triju postupaka:
- geometrijskim
- trigonometrijskim
- barometrijskim

#### Nivelir
Nivelir je osnovni instrument za mjerenje visinskih razlika kod geodetskih mjerenja. Osnovni princip zasniva se na djelovanju sile teže, odnosno dovođenje vizurne osi dalekozora u vodoravan položaj. To se postiže primjenom libele ili kompenzatora. Korištenjem nivelira, visinske razlike se dobivaju iz direktnih mjerenja. Nivelmanska letva treba biti okomito postavljena u prostoru, što se postiže kružnom libelom.

### Instrumenti za mjerenje dužina
Uzimajući u obzir princip i fizikalnu osnovu na kojima se zasniva mjerenje dužina, razlikujemo tri osnovna načina mjerenja:
- mehaničko
- optičko
- elektroničko

#### Mehaničko mjerenje dužina
Za mehaničko, izravno mjerenje, mjerenje dužina rabe se vrpca, žica, letva. Pojavljuju se problemi s konfiguracijom terena i utjecajem temperature.

#### Optičko mjerenje dužina
Optičko mjerenje je neizravno mjerenje dužina, koje se kreću najčešće do 100 m, a najviše do 200 m.

#### Elektroničko mjerenje dužina
Elektroničko mjerenje dužina koristi elektromagnetske valove, što omogućava mnogo veći doseg, kao i veću brzinu.

### Instrumenti za određivanje položaja točaka

#### Totalna stanica
Totalna stanica, mjerna stanica ili elektronički tahimetar je kompjutorizirana inačica elektroničkog teodolita. Totalne stanice imaju u sebi računalo, memoriju i elektronički daljinomjer. Totalna stanica omogućava jednostavnije snimanje detalja, iskolčavanja, te brže i preciznije izvođenje radova. Elektronički daljinomjer je najveća prednost totalnih stanica. Takvi daljinomjeri sastoje se od odašiljača koji emitira elektromagnetsko zračenje u infracrvenom ili radio spektru. Elektronički daljinomjer zahtijeva reflektor na kraju mjerenje dužine koji reflektira odaslane elektromagnetske valove. Preciznost elektroničkog daljinomjera kod totalnih stanica je oko 2 mm na 1 km mjerenje duljine.
Instrumenti koji omogućuju mjerenje vodoravnog kuta, okomitog kuta i kose duljine nazivaju se tahimetri (grč. brzomjer). U 19. stoljeću pojavili su se optički tahimetri, a 1970-tih godina prošlog stoljeća prvi elektronički tahimetri. Tijekom razvoja automatiziran je tijek mjerenja, uspostavljena automatska registracija, omogućena razna računanja u samom instrumentu, te se danas takvi instrumenti nazivaju totalnim stanicama ili mjernim stanicama (engl. total station).

### Globalni pozicijski sustav (GPS)
Princip GPS-a se zasniva na mjerenju vremena koje je potrebno elektromagnetskom valu da prijeđe udaljenost od satelita do prijemnika na površini Zemlje. Poznavajući točan položaj satelita i brzinu širenja elektromagnetskog vala, možemo jednoznačno odrediti koordinatu točke ako nam je čisto nebo prema barem četiri satelita.
Prijemnike dijelimo na:
- jednofrekventni- potrebno je duže stajati na točki. Koordinate dobijemo u naknadnoj obradbi uz pomoć računala i programa.
- dvofrekventni- omogućuju određivanje koordinata točaka u realnom vremenu.

## Vanjske poveznice
- geodetski instrumenti Hrvatska tehnička enciklopedija, portal hrvatske tehničke baštine. LZMK

- obradba geodetskih mjerenja Hrvatska tehnička enciklopedija, portal hrvatske tehničke baštine. LZMK